# Palatul Luvru
Palatul Luvru (în franceză Palais du Louvre, pronunție în franceză [palɛ dy luvʁ]) este un fost palat regal situat pe malul drept al râului Sena din Paris, între Grădinile Tuileries și biserica Saint-Germain l'Auxerrois. Inițial o fortăreață construită în perioada medievală, a devenit palat regal în secolul al XIV-lea sub Carol al V-lea și a fost folosită din când în când de regii Franței ca reședință principală a Parisului. Structura sa actuală a evoluat în etape încă din secolul al XVI-lea. În 1793, o parte din Luvru a devenit un muzeu public, acum Muzeul Luvru, care s-a extins pentru a ocupa cea mai mare parte a clădirii.

## Galerie

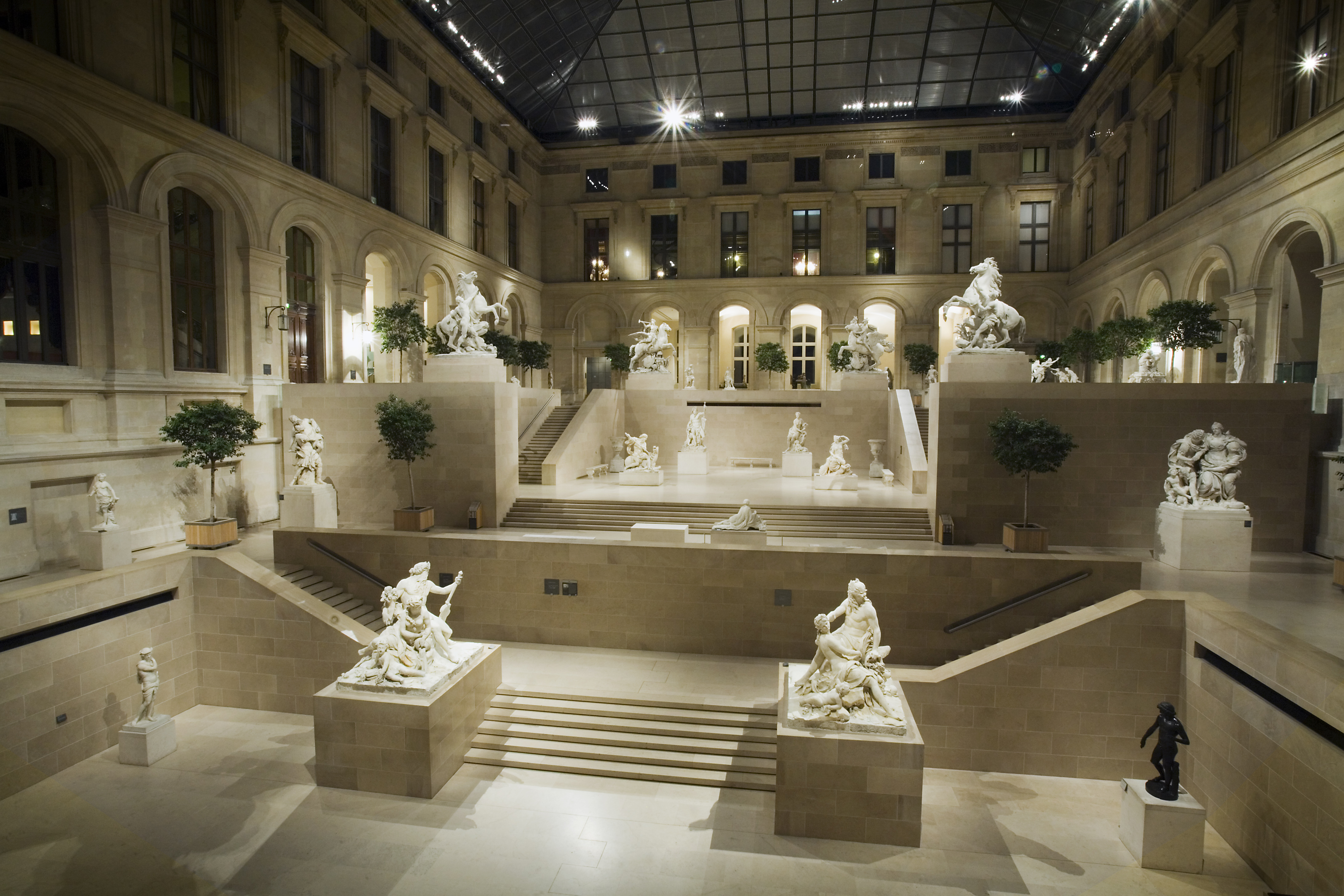
Sculptură franceză în Cour Marly din aripa renovată Richelieu a Marelui Luvru, privită spre vest
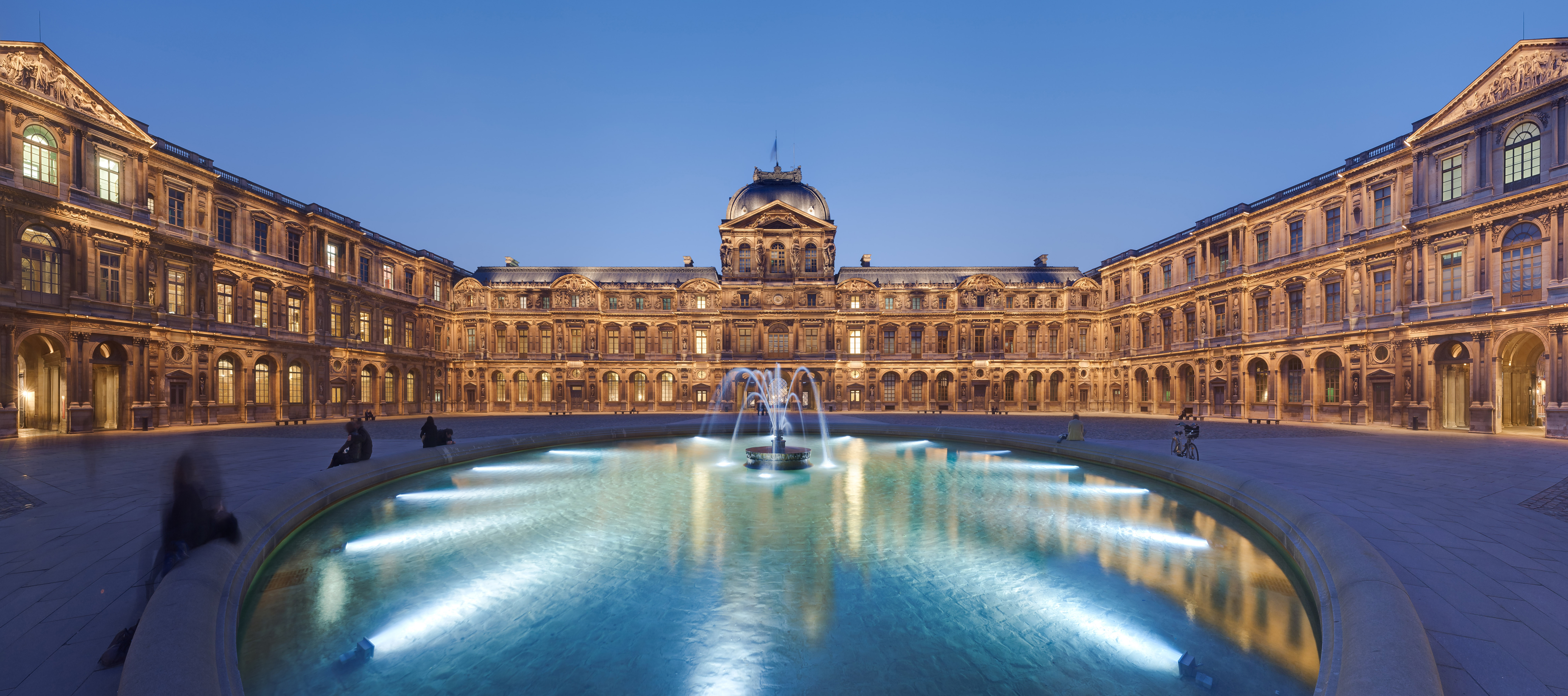
Vedere panoramică la Cour Carrée, de la fântâna curții centrale spre vest
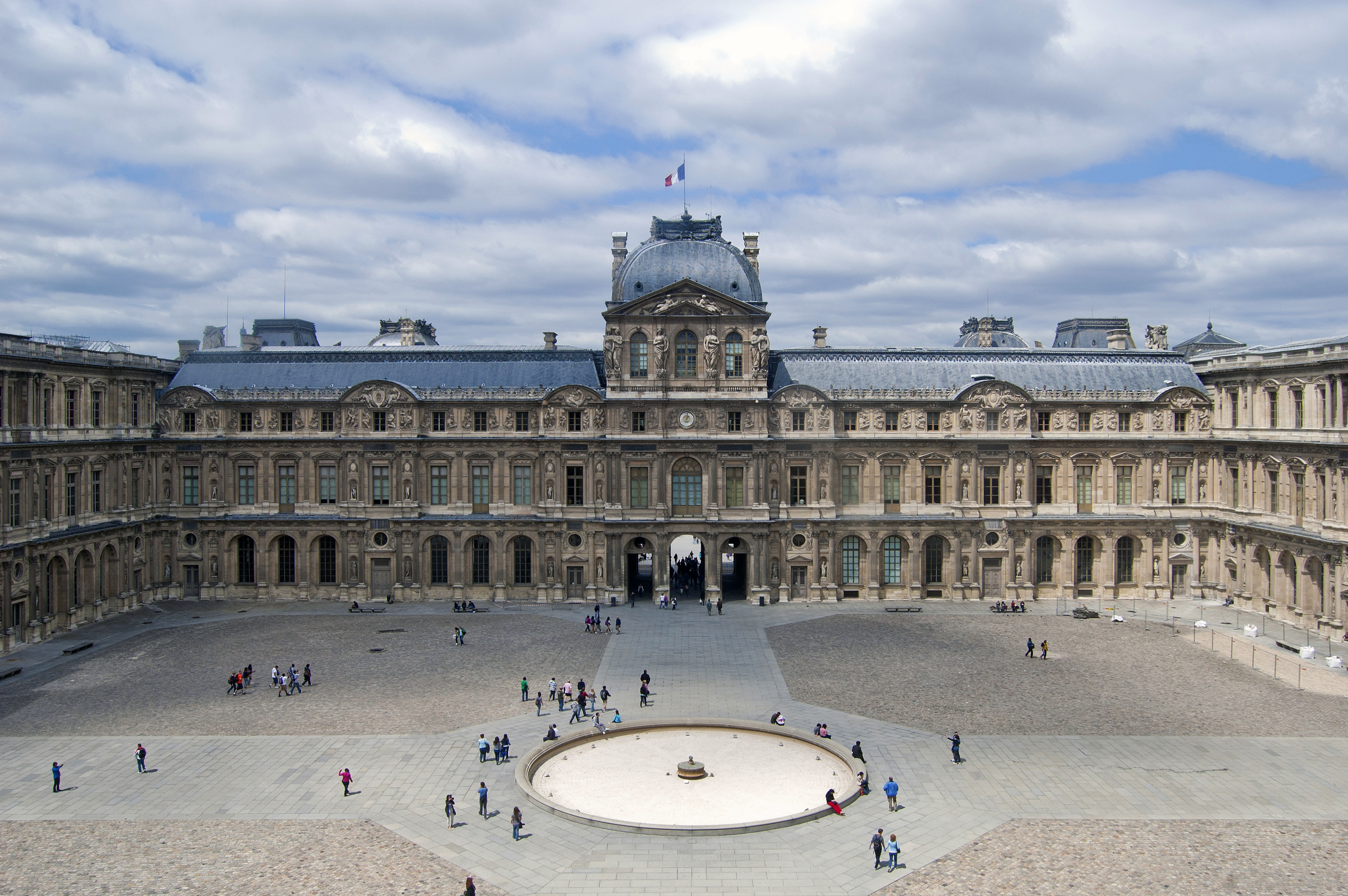
Cour Carrée a „Vechiului Luvru” care privește spre vest (de la stânga la dreapta: Aile Lescot, Pavillon Sully (de l'Horloge), Aile Lemercier)
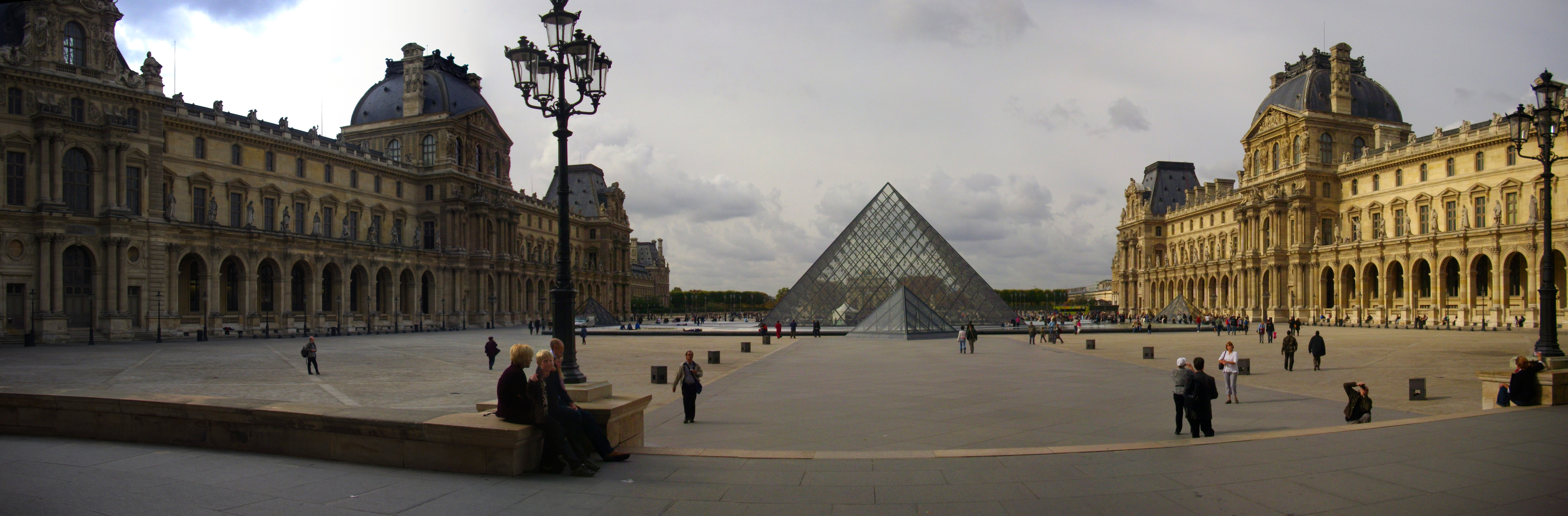
Palatul Luvru care privește spre vest, dincolo de Cour Napoleon și Piramida Luvru
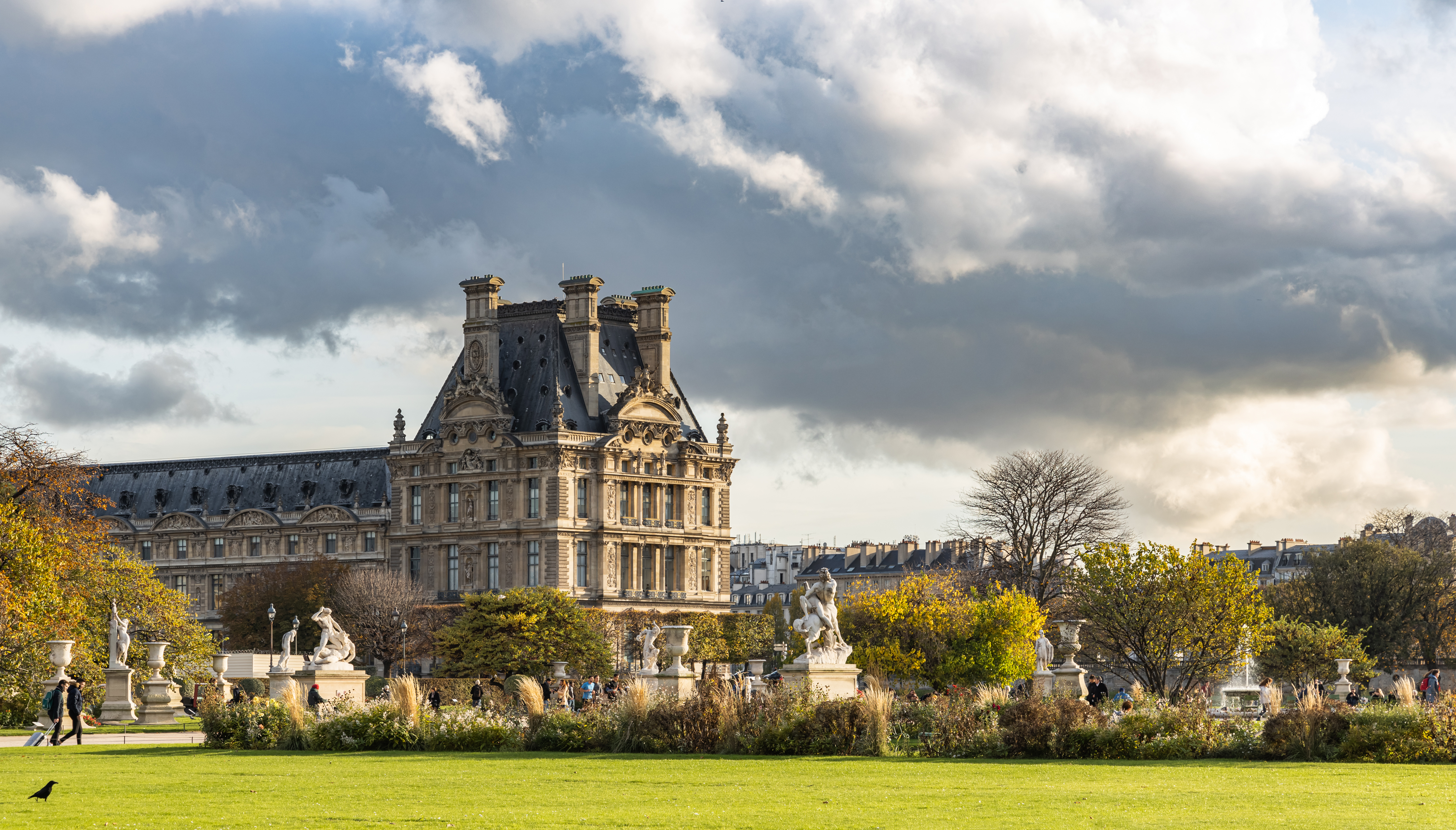
Pavillon de Flore, văzut din Grădina Tuileries

## Legături externe
- Ministry of Culture database entry for the Louvre
- Ministry of Culture photos
- A virtual visit of the Louvre
- Panoramic view of the pyramid and the Cour Napoléon Arhivat în 22 iulie 2009, la Wayback Machine.